# Sixte II
Pour les articles homonymes, voir Saint Sixte et Sixte.
Sixte II ou Xyste II ou  Xystus II (en grec : Ξυστός Β΄) est le 24e évêque de Rome et pape de l'Église catholique. Il succède à Étienne Ier le 30 août 257 jusqu'à sa mort le 6 août 258. Il est martyrisé avec sept diacres, dont Laurent de Rome, lors de la persécution des chrétiens par l'empereur romain Valérien. Il est vénéré comme saint par toutes les Églises.

## Biographie
Sixte succède à son prédécesseur, le pape Étienne Ier, le 30 août 257. Il est le premier pape à porter un nom déjà utilisé : Sixte Ier avait régné au IIe siècle (voir nom de règne des papes) ; c'est pourquoi, après sa mort, le chiffre « II » est ajouté à son nom.
Selon le Liber Pontificalis, il est grec, né en Grèce, et ancien philosophe. Cette affirmation est cependant probablement erronée car elle dérive de la fausse croyance selon laquelle le pape est le philosophe grec auteur des Sentences de Sextus, un recueil de 451 proverbes attribué au philosophe Sextus le Pythagoricien, traduit en latin par Rufin d'Aquilée (345–411) et diffusé par erreur sous le nom de Sisto.
Durant le pontificat d'Étienne Ier, une violente dispute avait éclaté entre l'Église de Rome et les Églises d'Afrique et d'Asie, soulevée par l'hérésie du novatisme, au sujet de la réadmission des hérétiques et du baptême administré par ceux-ci : la controverse avait failli se terminer par une rupture complète entre Rome et les autres Églises. Ponce, le biographe de saint Cyprien de Carthage, qualifie Sixte II de « prêtre bon et pacifique » (« bonus et pacificus sacerdos »), plus conciliant qu'Étienne Ier, et lui attribue le mérite au fait d'avoir ramené la paix à l'intérieur du monde chrétien en rétablissant les relations avec les autres Églises. En accord partiel avec la position résolument adoptée par son prédécesseur, il encourage la coutume romaine de réadmettre les gens à la communion avec l'Église par l'imposition des mains et de considérer comme valable le baptême qu'ils administrent comme « Ipse est qui baptizat » (« qui baptise »), comme le montre le seul écrit qui nous reste de lui, l'extrait d'une lettre à Denys d'Alexandrie, où il montre qu'il prend une position de médiation dans le conflit.
Certains pensent que Sixte est l'auteur de l'écriture pseudo-cyprianique Ad Novatianum, bien que ce point de vue n'ait pas été généralement accepté. Une autre composition écrite à Rome, entre 253 et 258, est généralement considérée comme la sienne.

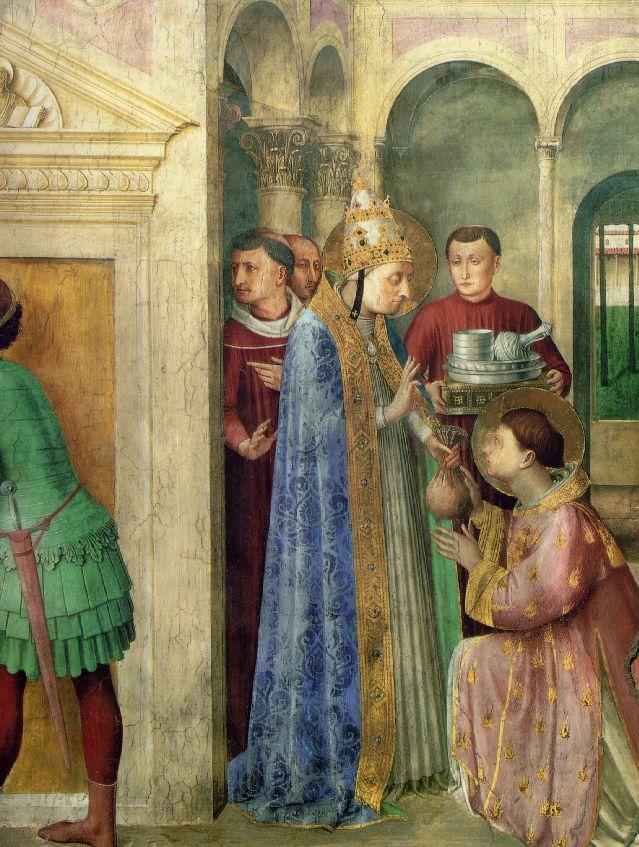
Fra Angelico, Saint Laurent recevant la bourse de Sixte, XVe siècle.

## Persécutions et martyre
Peu avant son pontificat, l'empereur romain Valérien avait publié son premier édit de persécution, par lequel il obligeait les chrétiens à participer au culte national des dieux païens et les empêchait de se rassembler dans les catacombes, menaçant d'exil ou de mort à quiconque serait trouvé en train de désobéir à l'ordre ; l'édit coûte déjà la vie au pape Étienne Ier. Sixte réussit dans un premier temps à exercer ses fonctions de pasteur des chrétiens sans subir l'interférence de ceux qui doivent faire respecter l'édit impérial, mais dans les premiers jours d'août 258, l'empereur publie un nouvel édit de persécution, dont le contenu est déduit d'une lettre de saint Cyprien de Carthage à Successus, évêque d'Abbir Germaniciana (Épîtres, l, XXX), qui provoque la mort de Sixte. Des mesures draconiennes sont prises contre le clergé et de nombreux évêques, prêtres et diacres sont mis à mort. Sixte II se réfugie avec plusieurs diacres dans la catacombe du Pretestato, en bordure de la voie Appienne, presque en face de la catacombe de Saint-Calixte.
Pour échapper à la vigilance des impériaux, Sixte, le 6 août 258, rassemble les fidèles dans la catacombe et s'apprête à s'adresser à l'assemblée, il est capturé par une poignée de soldats. Il existe un doute quant à savoir s'il est décapité immédiatement ou s'il est présenté devant un tribunal pour être d'abord jugé, puis ramené à la catacombe pour être exécuté. L'inscription que le pape Damase Ier (366–384) a placée sur sa tombe à la catacombe de Saint-Calixte peut en effet être interprétée dans les deux sens, mais la seconde hypothèse semble plus probable.

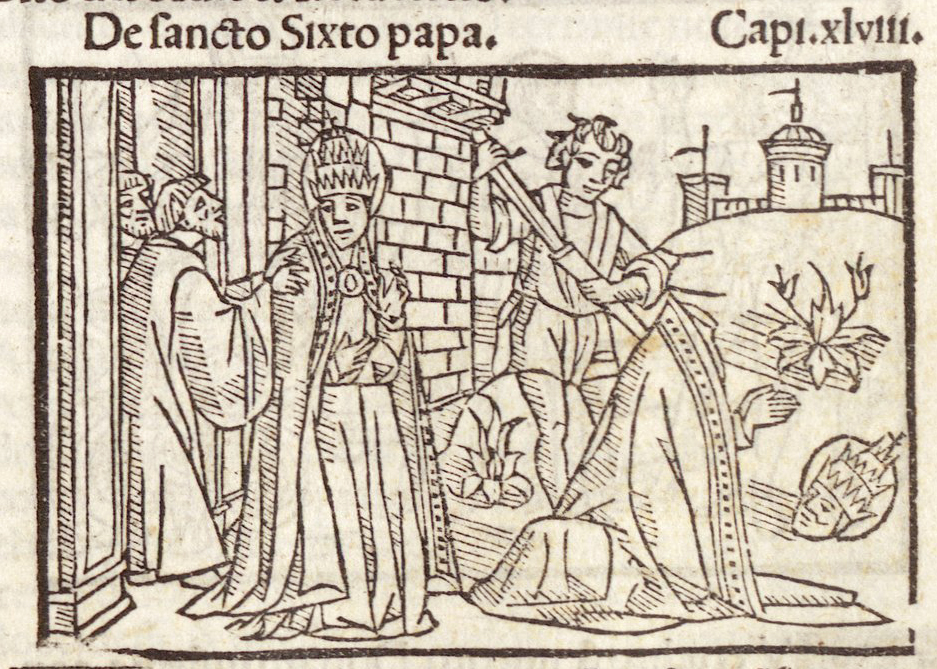
Le martyre du pape Sixte II dans La Légende dorée (1497).

Il est décapité avec quatre de ses diacres : Januarius, Vincentius, Magnus, Stephanus. Le même jour, deux autres diacres, Félicissimus et Agapitus, sont exécutés au cimetière de Prétextat. Le septième diacre, Laurent de Rome, son diacre le plus connu, est martyrisé le 10 août, quatre jours après son évêque,,.
La rencontre entre Sixte II et Laurent de Rome, lorsque le premier est conduit au martyre, évoquée dans les faux Actes de Saint Laurent de saint Ambroise de Milan et du poète Prudence, est probablement légendaire. De plus, ce que Prudence rapporte concernant le fait que Sixte II subit le martyre sur la croix est complètement faux, à moins que le poète n'utilise le mot « croix » (Jam Xystus adfixus cruci) pour désigner le martyre en général, comme ils l'ont suggéré Louis Duchesne et Paul Allard.
Les restes de Sixte sont transférés dans la crypte des Papes de la catacombe de Saint-Calixte voisine. La chaise tachée de sang sur laquelle il a été décapité est placée derrière son tombeau, dans un reliquaire. Le pape Pascal Ier le fait ensuite déplacer dans la chapelle iuxta ferrata, qui lui est dédiée ainsi qu'au pape Fabien, dans l'antique basilique vaticane. Un oratoire (Oratorium Xysti) est construit à l'emplacement de la catacombe de San Pretestato où il fut martyrisé, qui est encore visité par les pèlerins aux VIIe et VIIIe siècle.

## Culte

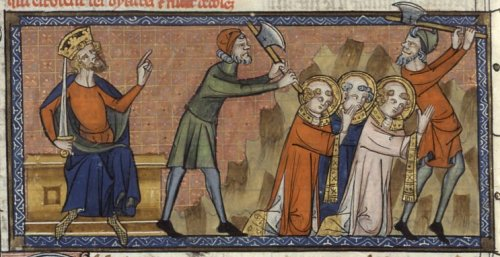
Richard de Montbaston et atelier, Martyre de saint Sixte II et de ses diacres, XIVe siècle.

Saint et martyr, un des plus vénérés, il est fêté par l'Église catholique le 6 août selon le martyrologe romain. Son martyre et celui de ses compagnons se célèbrent quant à eux le 7 août selon le Calendrier liturgique romain. Il est célébré le 10 août par les Églises orthodoxes de culture grecque.
Sixte II est nommément mentionné dans le canon de la messe. Le Calendrier romain tridentin commémorait Sixte, Félicissimus et Agapitus lors de la fête de la Transfiguration, le 6 août. Ils restèrent dans cette position dans le calendrier liturgique romain jusqu'en 1969, date à laquelle, avec la suppression des commémorations, la mémoire de Sixte « et de ses compagnons » est déplacée au 7 août, le lendemain de leur mort.
Vénéré à Pise comme saint Sixte, la journée qui lui était consacrée était propice aux combats. Contrairement à l'opinion commune d'aujourd'hui, il n'était pas l'ancien patron de la ville avant SAS Rainier, mais ce jour était considéré comme important. En effet, par exemple, dans ses Annales Pisani, Maragone, lorsqu'il parle de l'entreprise de Palerme de 1063 et de la construction conséquente de la nouvelle cathédrale, écrit : « MLXIII. Pisani fuerunt Panormiam ; gratia Dei vicerunt illos in die Sancti Agapiti. Constructa est Ecclesia beate Marie Virginis Pisane Civitatis». Saint Agapito est l'un des sept diacres martyrisés avec saint Sixte et commémorés avec lui le 6 août. Ce n'est donc pas saint Sixte qui est le protecteur de Pise, mais le 6 août, qui est le signe avant-coureur des victoires militaires. Cette série de victoires est interrompue après le 6 août 1284, jour de la bataille de Meloria, lorsque Pise est vaincue par la flotte génoise. Aujourd'hui encore, à Pise, tous les 6 août, dans l'église San Sisto a Corte Vecchia, dans l'ancien cœur de la ville d'Alfea, est célébré Lo Die di Santo Sisto, Dies Memorialis, en mémoire éternelle des actes accomplis par les Pisans le 6 août de différentes années, et des Pisans tombés à toutes les guerres. La cérémonie est organisée par l'Association des Amis de Pise, avec le patronage de la Municipalité,
Son culte à Sassari est peut-être d'origine pisane. Il est patron de la paroisse du même nom documentée dès 1278 (érigée par l'archevêque Dorgotorio).
Plusieurs communes françaises lui sont dédiées : Saint-Laurent-Rochefort, Saint-Sixte (Loire), Saint-Donat (Puy-de-Dôme).

## Attributs et iconographie
Il est traditionnellement représenté avec les attributs papaux, la tiare et la croix pontificale à double traverse, et tenant à la main la bourse symbolique qu'il avait confiée à son diacre et trésorier Laurent.

## Source
- (en)/(it) Cet article est partiellement ou en totalité issu des articles intitulés en anglais « Pope Sixtus II » (voir la liste des auteurs) et en italien « Papa Sisto II » (voir la liste des auteurs).